# Noé Bloch
Noé Bloch, auch Noë Bloch (russisch Ной Маркович Блох; * 3. Oktober 1875 als Noé Markowitsch Bloch in Minsk, Russisches Kaiserreich; † 31. Juli 1937 in Paris, Frankreich) war ein russischer Produzent beim deutschen und französischen Film.

## Leben
Bloch kam mit der Emigrationswelle belarussischer Künstler infolge der Oktoberrevolution 1920 nach Westeuropa, wo er in Frankreich, gemeinsam mit seinem Emigrationskollegen Jacques N. Ermolieff, die Produktionsfirma Les Films Albatros gründete. Nach Ermolieffs Weiterreise nach Berlin übernahm er 1922 zusammen mit Alexander Kamenka die Leitung dieser Firma.
1924 verließ Bloch die Albatros, um die Produktionsfirma Ciné-France-Films zu gründen. Mit dieser Firma stellte Bloch Mitte der 20er Jahre einige Filmklassiker auf die Beine, darunter Abel Gances Napoleon, die Romanverfilmung Der Kurier des Zaren aus der Hand des russischen Emigranten Viktor Tourjansky und Casanova, eine Inszenierung des Exilanten Alexander Wolkoff mit dem zaristischen Filmstar Iwan Mosjukin in der Titelrolle. 1927 gründete Bloch mit dem russischen Kollegen Gregor Rabinowitsch die ursprünglich rein französische Produktionsgesellschaft Ciné-Alliance, die jedoch nur drei Filme herstellte.
Im November 1927 knüpfte Noé Bloch erstmals Kontakt zum deutschen Film, als die Dreharbeiten zum deutsch-französischen Film Geheimnisse des Orients begannen. Dort übernahm Bloch gemeinsam mit Rabinowitsch die Produktionsleitung. Daraufhin übersiedelte Bloch nach Berlin und setzte die Zusammenarbeit mit Rabinowitsch fort, diesmal im Sold der UFA. 1931 trennten sich Rabinowitsch und Bloch. Während Rabinowitsch bis 1935 in Deutschland weiterproduzierte, kehrte Bloch bereits 1932 nach Paris zurück und setzte dort seine Produzententätigkeit bis Herbst 1935 fort. Er starb in Paris im Sommer 1937.

## Filmografie
- 1926: Der Kurier des Zaren (Michel Strogoff)
- 1926: Napoleon
- 1927: Casanova (Casanova) (auch Filmbauten)
- 1927: Landstreicher wider Willen (Muche)
- 1928: Geheimnisse des Orients
- 1928: Hurra! Ich lebe!
- 1929: Manolescu
- 1930: Der weiße Teufel
- 1930: Dolly macht Karriere
- 1931: Nie wieder Liebe
- 1931: Im Geheimdienst
- 1932: Le chant du marin
- 1932: Hôtel des édudiants
- 1935: Blutsbrüder 1918 (L’Équipage)
- 1935: Le bébé de l’escadron